# 吉川蓮
吉川 蓮（よしかわ れん、1996年5月15日 - ）は、日本の元AV女優。大阪府出身。

## 経歴
2015年2月にプレステージ専属でデビュー。
2017年9月にプレステージから復帰。

## 出演作品

### アダルトビデオ

#### 2015年
- 新人 プレステージ専属デビュー　（2月11日）
- 隣の綺麗なお姉さん　（3月11日）
- 新・絶対的美少女、お貸しします。 ACT.37　（4月10日）
- 風俗タワー 性感フルコース3時間SPECIAL　（7月10日）

#### 2017年
- 働く痴女系お姉さん vol.07　（9月8日）
- 彼女のお姉さんは、誘惑ヤリたがり娘。15　（10月13日）
- 天然成分由来 吉川蓮汁 120％ 46 頭の先から爪先まで体液まみれ　（11月10日）
- 吉川蓮の極上筆おろし 18 Eカップ美身のイカせテクに童貞暴発！　（12月8日）

#### 2018年
- 絶対的鉄板シチュエーション 7 完全主観！！吉川蓮が贈るとてもHな4シチュエーション　（1月12日）
- 人生初・トランス状態 激イキ絶頂セックス 42 ノタうち回るほどの絶頂アクメ　（2月9日）
- 絶対的下から目線 おもてなし庵 軟体小町 吉川蓮 12 全てはお客様のために、超絶美女が徹底的に尽くします。（6月8日）
- 神イカせ 完全ガチ拘束強●アクメ 04 過剰な絶頂が引き起こす快楽と苦痛の両天秤で膀胱崩壊絶頂！！ （7月13日）
- エンドレスセックス ACT.10 ノンストップ撮影ノーカット編集！！限界大乱交49P116分！！ （8月24日）

### イメージビデオ
- Ren Comeback！（10月5日／REbecca)

## 執筆

### コラム
- そのままっ！イカせて！ 吉川蓮編（2018年4月14日-、東スポ裏通り）